# 거성중학교
거성중학교(巨星中學校)는 대한민국 부산광역시 연제구 거제동에 있는 사립 중학교이다.

## 학교 연혁
- 1967년 11월 29일 : 훈성학원 거제중학교 설립 인가
- 1968년 3월 9일 : 5학급 305명으로 개교
- 1975년 3월 1일 : 거성중학교 교명 인가
- 1990년 9월 1일 : 초대 이사장 곽효순 취임
- 1990년 9월 1일 : 효창학원 설립 인가
- 2004년 9월 1일 : 다목적 강당 "디림관" 완공
- 2005년 5월 26일 : 디지털 도서실 "해오름" 완공
- 2006년 9월 19일 : 제3대 이사장 조병화 취임
- 2009년 9월 25일 : 운동장 생활체육 시설 "인조잔디" 완공
- 2015년 11월 12일 : 별관 1층 특별실 완공
- 2017년 2월 5일 : 운동장 친환경 개선(우레탄 제거)
- 2024년 2월 8일 : 제54회 졸업식(총 졸업생 20,872명)
- 2024년 3월 4일 : 신입생 입학식(8학급 195명)
- 2024년 9월 1일 : 제16대 김정화 교장 취임

## 참고 자료
- 거성중학교 - 한국교육학술정보원 학교알리미